# Њу Бафало (Пенсилванија)
Њу Бафало (енгл. New Buffalo) град је у америчкој савезној држави Пенсилванија.

## Демографија
По попису из 2010. године број становника је 129, што је 6 (4,9%) становника више него 2000. године.
| Група             | 2000.       | 2010.       |
| Белци             | 117 (95,1%) | 123 (95,3%) |
| Афроамериканци    | 3 (2,4%)    | 3 (2,3%)    |
| Азијати           | 1 (0,8%)    | 0 (0,0%)    |
| Хиспаноамериканци | 0 (0,0%)    | 1 (0,8%)    |
| Укупно            | 123         | 129         |